# Martin Kolomý
Martin Kolomý (* 26. května 1973 Bruntál) je český jezdec rallye, specialista na dálkové rallye kamionů.

## Výsledky

### Výsledky rallye Dakar
| Rok  | Kategorie  | Vůz   | Pozice | Umístění | Vyhrané zkoušky |
| ---- | ---------- | ----- | ------ | -------- | --------------- |
| 2010 | Kamiony    | Tatra |        | Ret      |                 |
| 2011 | Kamiony    | Tatra |        | Ret      |                 |
| 2012 | Kamiony    | Tatra |        | 7        |                 |
| 2013 | Kamiony    | Tatra | pilot  | 5        |                 |
| 2014 | Kamiony    | Tatra | pilot  | Ret      |                 |
| 2015 | Kamiony    | Tatra |        | 5        |                 |
| 2016 | Kamiony    | Tatra |        | 17       | 1               |
| 2017 | Kamiony    | Tatra | pilot  | 15       | 1               |
| 2018 | Kamiony    | Tatra | pilot  | 11.      |                 |
| 2019 | Kamiony    | Tatra | pilot  | Ret      |                 |
| 2020 | Automobily | Ford  | pilot  | Ret      |                 |